# Goodenia fascicularis
Goodenia fascicularis är en tvåhjärtbladig växtart som beskrevs av Ferdinand von Mueller och Tate. Goodenia fascicularis ingår i släktet Goodenia och familjen Goodeniaceae. Inga underarter finns listade i Catalogue of Life.